# Habrocestum peckhami
Habrocestum peckhami là một loài nhện trong họ Salticidae.
Loài này thuộc chi Habrocestum. Habrocestum peckhami được William Joseph Rainbow miêu tả năm 1899.